# Жан II де Блуа-Шатильон
Жан II де Блуа-Шатильон (Jean II de Blois-Châtillon) (ум. 1381) — граф Блуа и Дюнуа с 1372, в 1371—1379 герцог Гелдерна по правам жены, сеньор Авен, Ландреси, Трелон, ла Гоад, Шонховен, Толь и т. д.
Второй сын Людовика I де Блуа-Шатильон, погибшего в 1346 году в битве при Креси. До 1360 г. находился под опекой матери — Жанны де Бомон.
Унаследовал графства Блуа и Дюнуа в 1372 г. после смерти Людовика II - своего старшего брата.  
В том же году женился на наследнице Гельдерна Матильде. Поскольку оба её брата к тому времени уже умерли, Жан II провозгласил себя герцогом Гельдерна. Его кандидатуру поддержали епископ Утрехта Арнольд Горн и некоторые другие знатные дворяне. Одновременно права на Гельдерн предъявила Мария - сестра Матильды, в пользу своего сына  Вильгельма VII Юлихского.
Началась Война за гельдернское наследство, в которой Жан II потерпел поражение. В 1379 году он отказался от всех прав на Гельдерн в обмен на ежегодную пенсию.
В браке с Матильдой детей у него не было. Известны двое его сыновей от любовницы — Изабо д’Исберг:
- Жан I, сеньор де Трелон
- Ги, сеньор де Хефтен.

После смерти Жана II графства Блуа и Дюгуа унаследовал его брат - Ги II.